# フランシス・レーン
フランシス・レーン（Francis Adonijah "Frank" Lane、1874年9月23日 - 1927年2月17日）は、アメリカ合衆国の元陸上競技選手である。レーンは1896年アテネオリンピックに出場して、男子100メートル走で3位となった。

## 経歴
フランシス・レーンはシカゴで生まれた。
プリンストン大学在学中だった1896年に、彼はアテネオリンピックの100メートル走に出場した。
レーンは予選第1組 を1位で通過し、決勝に臨んだ。決勝では、同じアメリカのトーマス・バーク、ドイツのフリッツ・ホフマンについで、ハンガリーのソコリ・アラヨスと同着で3位に入った。
1897年にプリンストン大学を卒業したレーンは、セントルイス・ワシントン大学の医学部に入り、眼科医になるために学業を続けた。やがて彼はラッシュ医科大学（Rush Medical College）の学部長となった。レーンはシカゴで1927年に死去している。